# 安允成
安 允成（アン・ユンソン、英語: An Yun-seong、朝鮮語: 안윤성、2003年1月8日 - ）は、大韓民国の男子バドミントン選手。
姉はパリオリンピック金メダリストの安洗塋。

## 経歴
2025年8月のサイパン・インターナショナルでは、李幽琳とのペアで混合ダブルスに出場し、1ゲームも落とさずに優勝した。